# (74276) 1998 SZ118
(74276) 1998 SZ118 – planetoida z pasa głównego asteroid okrążająca Słońce w ciągu 4,59 lat w średniej odległości 2,76 j.a. Odkryta 26 września 1998 roku.